# Dolichocephala panesari
Dolichocephala panesari är en tvåvingeart som beskrevs av Wagner, Leese och Arne Panesar 2004. Dolichocephala panesari ingår i släktet Dolichocephala och familjen dansflugor. Inga underarter finns listade i Catalogue of Life.